# Poway, California
Poway /ˈpaʊ.eɪ/ là một thành phố ở quận San Diego, California, Hoa Kỳ. Ban đầu là một cộng đồng chưa được hợp nhất trong quận, Poway chính thức trở thành một thành phố vào ngày 12 tháng 12 năm 1980. Theo điều tra dân số năm 2010, thành phố có dân số 47.811 người. Mã ZIP là 92064.

## Địa lí
Theo Cục Thống Kê Dân số Hoa Kỳ, thành phố có diện tích là 39,2 dặm vuông (102 km2), 99,78%diện tích của nó đất, và 0,22% diện tích của nó nước.

### Khí hậu
Poway có khí hậu bán khô hạn (phân loại khí hậu Köppen BSh).
| Dữ liệu khí hậu của Poway, CA (Extremes from weather.com) | Dữ liệu khí hậu của Poway, CA (Extremes from weather.com) | Dữ liệu khí hậu của Poway, CA (Extremes from weather.com) | Dữ liệu khí hậu của Poway, CA (Extremes from weather.com) | Dữ liệu khí hậu của Poway, CA (Extremes from weather.com) | Dữ liệu khí hậu của Poway, CA (Extremes from weather.com) | Dữ liệu khí hậu của Poway, CA (Extremes from weather.com) | Dữ liệu khí hậu của Poway, CA (Extremes from weather.com) | Dữ liệu khí hậu của Poway, CA (Extremes from weather.com) | Dữ liệu khí hậu của Poway, CA (Extremes from weather.com) | Dữ liệu khí hậu của Poway, CA (Extremes from weather.com) | Dữ liệu khí hậu của Poway, CA (Extremes from weather.com) | Dữ liệu khí hậu của Poway, CA (Extremes from weather.com) | Dữ liệu khí hậu của Poway, CA (Extremes from weather.com) |
| Tháng                                                     | 1                                                         | 2                                                         | 3                                                         | 4                                                         | 5                                                         | 6                                                         | 7                                                         | 8                                                         | 9                                                         | 10                                                        | 11                                                        | 12                                                        | Năm                                                       |
| --------------------------------------------------------- | --------------------------------------------------------- | --------------------------------------------------------- | --------------------------------------------------------- | --------------------------------------------------------- | --------------------------------------------------------- | --------------------------------------------------------- | --------------------------------------------------------- | --------------------------------------------------------- | --------------------------------------------------------- | --------------------------------------------------------- | --------------------------------------------------------- | --------------------------------------------------------- | --------------------------------------------------------- |
| Cao kỉ lục °F (°C)                                        | 95 (35)                                                   | 96 (36)                                                   | 100 (38)                                                  | 103 (39)                                                  | 105 (41)                                                  | 110 (43)                                                  | 114 (46)                                                  | 112 (44)                                                  | 111 (44)                                                  | 105 (41)                                                  | 100 (38)                                                  | 92 (33)                                                   | 114 (46)                                                  |
| Trung bình ngày tối đa °F (°C)                            | 67 (19)                                                   | 67 (19)                                                   | 70 (21)                                                   | 72 (22)                                                   | 76 (24)                                                   | 81 (27)                                                   | 82 (28)                                                   | 81 (27)                                                   | 77 (25)                                                   | 72 (22)                                                   | 68 (20)                                                   | 67 (19)                                                   | 73 (23)                                                   |
| Tối thiểu trung bình ngày °F (°C)                         | 44 (7)                                                    | 45 (7)                                                    | 49 (9)                                                    | 53 (12)                                                   | 57 (14)                                                   | 61 (16)                                                   | 62 (17)                                                   | 61 (16)                                                   | 55 (13)                                                   | 48 (9)                                                    | 46 (8)                                                    | 43 (6)                                                    | 52 (11)                                                   |
| Thấp kỉ lục °F (°C)                                       | 22 (−6)                                                   | 25 (−4)                                                   | 28 (−2)                                                   | 31 (−1)                                                   | 39 (4)                                                    | 43 (6)                                                    | 45 (7)                                                    | 46 (8)                                                    | 39 (4)                                                    | 35 (2)                                                    | 26 (−3)                                                   | 23 (−5)                                                   | 22 (−6)                                                   |
| Lượng Giáng thủy trung bình inches (mm)                   | 2.52 (64)                                                 | 2.31 (59)                                                 | 2.47 (63)                                                 | 0.88 (22)                                                 | 0.28 (7.1)                                                | 0.09 (2.3)                                                | 0.05 (1.3)                                                | 0.07 (1.8)                                                | 0.26 (6.6)                                                | 0.48 (12)                                                 | 1.17 (30)                                                 | 1.39 (35)                                                 | 11.97 (304)                                               |
| Nguồn 1:                                                  |                                                           |                                                           |                                                           |                                                           |                                                           |                                                           |                                                           |                                                           |                                                           |                                                           |                                                           |                                                           |                                                           |
| Nguồn 2: https://weather.com/weather/monthly/l/92064:4:US |                                                           |                                                           |                                                           |                                                           |                                                           |                                                           |                                                           |                                                           |                                                           |                                                           |                                                           |                                                           |                                                           |

## Dân số

### 2010
Cuộc Điều tra Dân số Hoa Kỳ năm 2010 báo cáo rằng Poway có dân số 47.811 người. Mật độ dân số là 1.220,7 người trên một dặm vuông (471,3 / km²). Thành phần chủng tộc của Poway là 36,781 (76,9%) người da trắng, 783 (1,6%) người Mỹ gốc Phi, 265 (0,6%) người Mỹ bản địa, 4,853 (10,2%) người châu Á, 106 (0,2%) người đảo Thái Bình Dương, 2,944 (6,2%) từ các chủng tộc khác, và 2.079 (4.3%) từ hai hoặc nhiều chủng tộc. Người gốc Tây Ban Nha hoặc La tinh của bất kỳ chủng tộc nào được đánh số là 7,508 (15,7%). Cuộc tổng điều tra cho thấy 47.261 người (98,8% dân số) sống trong các hộ gia đình, 284 (0,6%) sống trong các khu nhóm không thể chế hóa, và 266 (0,6%) được thể chế hoá.
Có 16.128 hộ gia đình, trong đó có 6.493 hộ (40,3%) có con dưới 18 tuổi sống chung với bố mẹ, 10,523 (65,2%) là cặp đôi kết hôn với nhau, 1,675 (10,4%) là phụ nữ độc thân, 742 (4,6%) là đàn ông độc thân. 2.469 hộ gia đình (15,3%) được tạo thành từ các cá nhân và 1,185 (7,3%) có người sống một mình 65 tuổi trở lên. Quy mô hộ trung bình là 2,93. Có 12.940 hộ gia đình (80,2% số hộ); quy mô gia đình trung bình là 3,23.
Mật độ dân số trải rộng với 11.948 người (25.0%) dưới 18 tuổi, 3.912 người (8.2%) tuổi từ 18 đến 24, 10.496 người (22.0%) tuổi từ 25 đến 44, 15.555 người (32.5%) tuổi từ 45 đến 64 và 5.900 người (12,3%) từ 65 tuổi trở lên. Độ tuổi trung bình là 41,3 tuổi. Cứ 100 nữ giới thì có 97,1 nam giới. Cứ 100 nữ từ 18 tuổi trở lên thì có 94,5 nam giới.
Có 16.715 đơn vị nhà ở với mật độ trung bình 426,8 mỗi dặm vuông (164,8 / km²).

### 2000
Theo điều tra dân số năm 2000, nơi đây có 48.044 người, 15.467 hộ gia đình, và 12.868 gia đình cư trú trong thành phố. Mật độ dân số là 1.224,8 người trên một dặm vuông (473.0 / km²). Có 15.714 đơn vị nhà ở với mật độ trung bình 400,6 mỗi dặm vuông (154,7 / km²). Thành phần chủng tộc của thành phố là 82,85% người da trắng, 7,46% người châu Á, 1,67% người Mỹ gốc Phi, 0,48% người Mỹ bản địa, 0,28% người dân đảo Thái Bình Dương, 3,27% từ các chủng tộc khác, và 3,99% từ hai hoặc nhiều chủng tộc. Trên tất cả các chủng tộc, 10,35% là người gốc Tây Ban Nha hoặc người La tinh.
Có 15.467 hộ trong đó có 47,0% trẻ em dưới 18 tuổi sống chung với gia đình, 68,8% là cặp vợ chồng chung sống với nhau, 10,5% là phụ nữ độc thân và 16,8% là gia đình không phải là gia đình. 12,6% hộ gia đình được tạo thành từ các cá nhân và 4,7% có người sống một mình từ 65 tuổi trở lên. Quy mô hộ trung bình là 3,08 người và quy mô gia đình trung bình là 3,35 người.
Trong thành phố, dân số được trải rộng với 30,7% dưới 18 tuổi, 7,1% từ 18 đến 24, 28,1% từ 25 đến 44, 25,5% từ 45 đến 64, và 8,6% người từ 65 tuổi trở lên. Độ tuổi trung bình là 37 tuổi. Cứ 100 nữ giới thì có 97,0 nam giới. Cứ 100 nữ giới từ 18 tuổi trở lên thì có 93,9 nam giới.
Thu nhập trung bình cho một hộ gia đình ở Poway là 92.083 đô la và thu nhập trung bình cho một gia đình là 103.972 đô la. Nam giới có thu nhập trung bình là $ 53,322 so với $ 52,742 đối với nữ giới. Thu nhập bình quân đầu người của thành phố là 29.788 đô la. Khoảng 3,1% gia đình và 4,3% dân số sống dưới mức nghèo khổ, trong đó có 4,9% người dưới 18 tuổi và 3,7% những người từ 65 tuổi trở lên. 

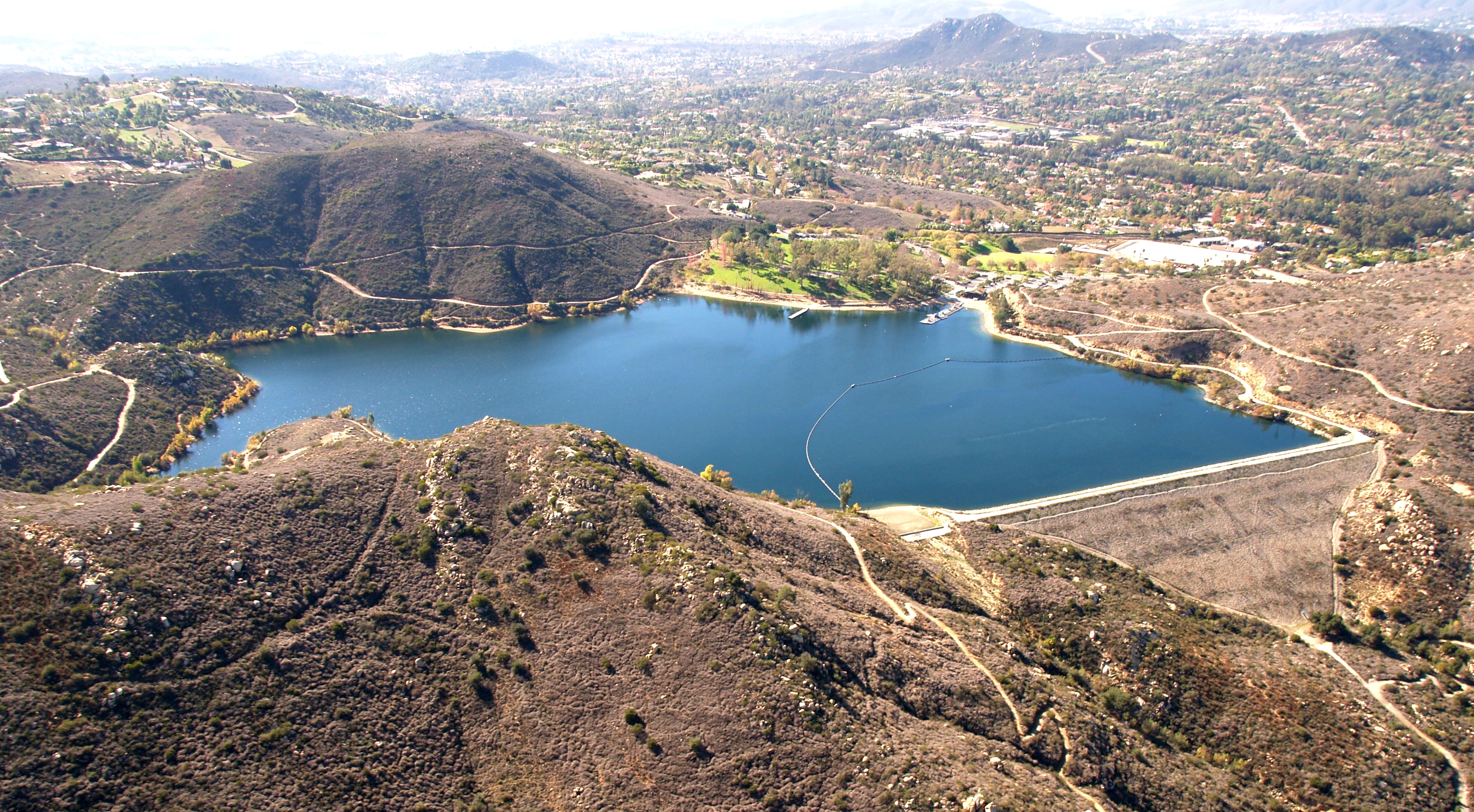
Hồ Poway nhìn từ một chiếc trực thăng năm 2012